# Pemphigus birimatus
Pemphigus birimatus är en insektsart. Pemphigus birimatus ingår i släktet Pemphigus och familjen långrörsbladlöss. Inga underarter finns listade i Catalogue of Life.